# Hall of Fame Tennis Championships and the Virginia Slims of Newport 1989
Hall of Fame Tennis Championships 1989 і Virginia Slims of Newport 1989 - тенісні турніри, що проходили на кортах з трав'яним покриттям Міжнародної тенісної зали слави в Ньюпорті, (США). Належали відповідно до Nabisco Grand Prix 1989 і турнірів 3-ї категорії Туру WTA 1989. Чоловічий турнір тривав з 10 до 16 липня 1989 року, жіночий - з 17 до 23 липня 1989 року.

## Фінальна частина

### Одиночний розряд, чоловіки
Джим П'ю —  Петер Лундгрен 6–4, 4–6, 6–2
- Для П'ю це був 5-й титул за сезон і 15-й - за кар'єру.

### Одиночний розряд, жінки
Зіна Гаррісон —  Пем Шрайвер 6–0, 6–1
- Для Гаррісон це був 4-й титул за сезон і 21-й — за кар'єру.

### Парний розряд, чоловіки
Патрік Гелбрайт /  Браян Герроу —  Ніл Брод /  Stefan Kruger 2–6, 7–5, 6–3
- Для Гелбрайта це був єдиний титул за сезон і 1-й — за кар'єру. Для Герроу це був єдиний титул за сезон і 1-й — за кар'єру.

### Парний розряд, жінки
Джиджі Фернандес /  Лорі Макніл —  Елізабет Смайлі /  Венді Тернбулл 6–3, 6–7(5–7), 7–5
- Для Фернандес це був 1-й титул за рік і 10-й — за кар'єру. Для Макніл це був 3-й титул за сезон і 21-й — за кар'єру.